# Yuka Ono
Yuka Ono (Japonés:  小野 祐佳; 2 de agosto de 1990) es una piragüista de velocidad en aguas tranquilas. Calificó para la 2020 olimpiada de Verano.
Ella participó en los 2018 Juegos asiáticos y el 2018 ICF Sprint de Canoa Taza Mundial.